# Metaprosphera sublimpida
Metaprosphera sublimpida là một loài bướm đêm trong họ Noctuidae.